# Astyochos
Astyochos (altgriechisch Ἀστύοχος Astýochos; * vor 440 v. Chr.; † nach 411 v. Chr.) war ein spartanischer Admiral im Peloponnesischen Krieg. Er führte 412/411 v. Chr. die peloponnesische Flotte im ersten Jahr nach der athenischen Niederlage in Sizilien. Während seine Untergebenen in dieser Zeit Ionien zum Abfall von Athen brachten, zeigte er selbst nur wenig Geschick oder Initiative.

## Seeherr Spartas
Astyochos wurde im Sommer 412 v. Chr. spartanischer Seeherr (Nauarch) und war damit Oberbefehlshaber der von seinem Vorgänger Melanchridas neu aufgestellten peloponnesischen Flotte. Die erste Schwierigkeit der Spartaner bestand jedoch darin, die in verschiedenen Städten rund um den Peloponnes in Auftrag gegebenen Neubauten zusammenzuziehen. Eine attische Blockade bei Speiraion bewirkte weitere Verzögerungen, so dass Astyochos erst spät mit nur vier Schiffen nach Chios fahren konnte, das seine Untergebenen Chalkideus und Alkibiades inzwischen zum Abfall von Athen beredet hatten.

## Rückschlag in Lesbos
Die Chier hatten danach versucht, auch die Insel Lesbos auf ihre Seite zu ziehen, ihre Flotte war aber durch die Ankunft von 25 attischen Schiffen unter Diomedon und Leon überrascht worden. Astyochos eilte deshalb mit acht Schiffen nach Methymna, kam jedoch zu spät, um noch etwas auszurichten. Statt wie geplant die Offensive am Hellespont zu führen, lud er die Landtruppen wieder ein und kehrte nach Chios zurück.

## Zerwürfnis mit Chios
Nach einem weiteren Fehlschlag in Klazomenai überwarf Astyochos sich Anfang des folgenden Jahres mit der Führung der Chier, die seine Pläne zur Wiederaufnahme der Offensive auf Lesbos wegen der bisherigen Fehlschläge ablehnten. Als ihm auch noch sein spartanischer Untergebener Pedaritos die Schiffe für das Unternehmen vorenthielt, gab Astyochos endlich auf. Pedaritos mit einer kleinen Streitmacht zurücklassend, fuhr er unter Drohungen gegen die Chier nach Milet. Dort hatte sein Untergebener Therimenes seit der Schlacht von Milet eine Flotte von 75 peloponnesischen, ionischen und sizilischen Schiffen zusammengezogen, deren Kommando auf den Oberbefehlshaber übertragen wurde. Da Therimenes nach der Befehlsübergabe abreiste, blieben als Geschwaderführer der Syrakuser Hermokrates und der Rhodier Dorieus bei der Flotte.

## Schlacht bei Syme
In Milet erreichte Astyochos ein Hilferuf des in Chios von den Athenern bedrängten Pedaritos, aber der immer noch verbitterte Seeherr stellte sich zuerst taub und zog es dann vor, nach Süden zu fahren, um in Kaunos weitere Verstärkungen an sich zu ziehen. Unterwegs traf Astyochos auf 20 attische Schiffe unter dem Strategen Charminos, und es kam zur Schlacht von Syme, die trotz deutlicher zahlenmäßiger Überlegenheit nur mit leichten Vorteilen für die Spartaner endete.

## Intrigen um Alkibiades
Anschließend erhielt Astyochos aus Sparta den Auftrag, den athenischen Überläufer Alkibiades zu töten, der das Bündnis Spartas mit dem Perserreich zu hintertreiben suchte. Er aber dachte gar nicht daran und unternahm auch nichts, als der Beschuldigte, vor der Gefahr gewarnt, zu dem persischen Satrapen Tissaphernes nach Lydien flüchtete. Als ihn auch der attische Stratege Phrynichos aus Samos vor den Machenschaften des Alkibiades warnte, überbrachte Astyochos dem allseits Gescholtenen sogar persönlich die Briefe, um ihn von den Intrigen zu seinen Lasten in Kenntnis zu setzen. Auch dank dieser Warnung gelang es Alkibiades, seinen nächsten Seitenwechsel einzufädeln und wieder in athenische Dienste zu treten, wo er bald zum gefährlichsten Gegenspieler Spartas wurde.

## Meuterei in Milet
Da die von Chalkideus und Therimenes mit dem Perserreich geschlossenen Verträge auf Kritik stießen, handelte Sparta mit Tissaphernes einen dritten verbesserten Bündnis- und Subsidienvertrag aus. Die peloponnesische Flotte schützte unterdessen die Insel Rhodos, die ebenfalls von Athen abgefallen war.
Da aus Chios und Milet sowie auch besonders von den verbündeten Syrakusern immer mehr Klagen über die unschlüssige Kriegsführung des Astyochos laut wurden, beschloss dieser im Kriegsrat, eine Entscheidungsschlacht zu suchen. Dazu fuhr er mit der gesamten Flotte nach Samos, doch trotz mehrerer Gelegenheiten kam es zu keinem Gefecht mit den dort versammelten Athenern.
In Sparta entschied man nun entsprechend dem ursprünglichen Plan, den Krieg an den Hellespont und den Bosporus zu tragen, wo den Feldherren Klearchos und Helixos mit der Gewinnung von Byzanz tatsächlich ein wichtiger Erfolg gelang.
Astyochos blieb dagegen untätig in Milet, wo es kurz vor Ablauf seines Amtes noch zu einer gefährlichen Meuterei kam. Als er das unzufriedene Schiffsvolk hochfahrend abwies und auch noch den Stab gegen den rhodischen Geschwaderführer Dorieus erhob, musste er sich vor dem aufflammenden Zorn der Soldaten und Ruderer in einen Tempel flüchten.

## Ablösung
Im Sommer 411 v. Chr. wurde Astyochos durch den neuen Seeherrn Mindaros abgelöst. Nach seiner Heimkehr musste er sich in Sparta gegen die Vorwürfe der Milesier und des Syrakusers Hermokrates verantworten.
Die „energielose Kriegführung“ des Astyochos hatte Athen die notwendige Atempause verschafft, um seine Flotte wieder auf Augenhöhe mit der peloponnesischen zu bringen und den Krieg noch weitere acht Jahre in die Länge zu ziehen.
Wichtigste Quelle für das Leben des Astyochos ist Thukydides 8,20–85.